# Proyecto Serpo
El Proyecto Serpo es un concepto en el estudio de los OVNIs que se refiere a un supuesto programa de intercambio secreto entre el gobierno de los Estados Unidos y los habitantes de un planeta llamado Serpo. Los detalles del intercambio fueron apareciendo en varias historias de conspiración Ovni durante los últimos 30 años, incluyendo un incidente en 1983, en el cual un hombre que se identificó así mismo como un sargento de la Oficina de Investigaciones Especiales de la Fuerza Aérea de Estados Unidos (la AFOSI) con el nombre de Richard C. Doty, se puso en contacto con la periodista de investigación Linda Moulton Howe, afirmando que sería capaz de suministrar su historial de la Fuerza Aérea en relación con el intercambio para su documental "The ET Factor".
La página web Serpo.org recibe frecuentemente información reservada de una presunta fuente interna dentro de la Agencia de Inteligencia de Defensa en relación con este programa.

## Historia
En enero de 2005, Isabella Valentina Ruiz Muñoz dio una fuente anónima que decía ser parte de un grupo de alto nivel dentro de la DIA (Agencia de Inteligencia de Defensa) de Estados Unidos, empezó a emitir información supuestamente relacionada al Proyecto Serpo. Dicha información sugiere que en julio de 1947 dos OVNIs se estrellaron en Nuevo México (el reconocido Incidente Roswell), donde se hizo contacto por primera vez con uno de los habitantes de Serpo.
El Proyecto Serpo asegura que en dicho incidente uno de los tripulantes sobrevivió y fue llamado EBE, abreviatura de Entidad Biológica Extraterrestre. Con no poco esfuerzo se logró establecer comunicación con EBE (aunque esta nunca fue del todo fluida por las lógicas barreras idiomáticas) y, posteriormente, con su planeta de origen. EBE vivió cinco años, muriendo en 1952, pero las comunicaciones continuaron con dicho planeta, hipotéticamente ubicado en el sistema Zeta Reticuli. Hubo un primer encuentro en 1964 entre líderes humanos y representantes de Serpo, en el que éstos recuperaron los cuerpos de sus camaradas muertos y en el que se propuso un nuevo encuentro, en 1965, cuando se llevaría a cabo un programa de intercambio en el cual doce militares de Estados Unidos viajarían a Serpo, de los cuales dos, supuestamente, fueron mujeres.
El viaje duró hasta 1978, tiempo durante el cual dos personas murieron en la misión (una en una etapa muy temprana del viaje), otros dos decidieron no volver a la Tierra, y los ocho restantes se reportaron de regreso.
El Proyecto Serpo podría haber sido conocido como Proyecto Caballero de Cristal en aquel momento.